# يان سكوت (سياسي)
يان سكوت هو سياسي كندي، ولد في 13 يوليو 1934 في كندا، وتوفي في 10 أكتوبر 2006 في نفس البلد بسبب سكتة. حزبياً، نشط في الحزب الليبرالي في أونتاريو ‏ والحزب الليبرالي الكندي. وقد انتخب عضو برلمان مقاطعة أونتاريو.